# Kuwait Airways
Kuwait Airways är ett kuwaitiskt flygbolag, med sitt huvudkontor på Kuwaits internationella flygplats, Al Farwaniyah Governorate. Det bedriver regelbunden internationell trafik i hela Mellanöstern, till den indiska subkontinenten, Europa, Sydostasien och Nordamerika, från sin huvudbas på Kuwaits internationella flygplats. Det blev hårt drabbat av Första Kuwaitkriget, då två Airbus A300 och två Boeing 767 blev förstörda.

## Historik

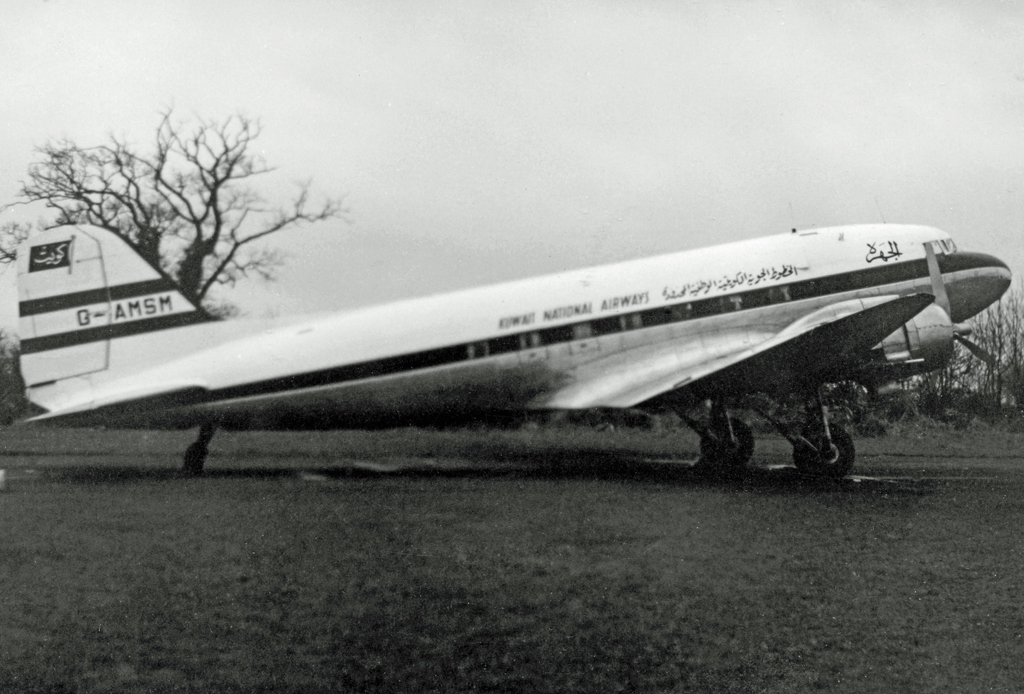
Kuwait National Airways Douglas DC-3, 1955

Flygbolaget räknar dess historia tillbaka till 1953 (eller 1954 enligt andra källor), då Kuwait National Airways bildades av en grupp kuwaitiska affärsmän. Initialt tog regeringen en ränta på 50 procent.:211 Samma år tecknade ledningen ett femårigt kontrakt med British International Airlines (BIA), ett BOAC-dotterbolag i Kuwait som bedrev charterflyg och hade tillhandahållit underhållstjänster. Två Dakotaplan köptes,:211 och verksamheten startade den 16 mars 1954. Transportören transporterade 8 966 passagerare under sitt första verksamhetsår. I juli 1955 antogs namnet Kuwait Airways  och i maj 1958 undertecknades ett nytt kontrakt för ledning och drift, direkt med BOAC denna gång. BIA togs över av Kuwait Airways i april 1959.

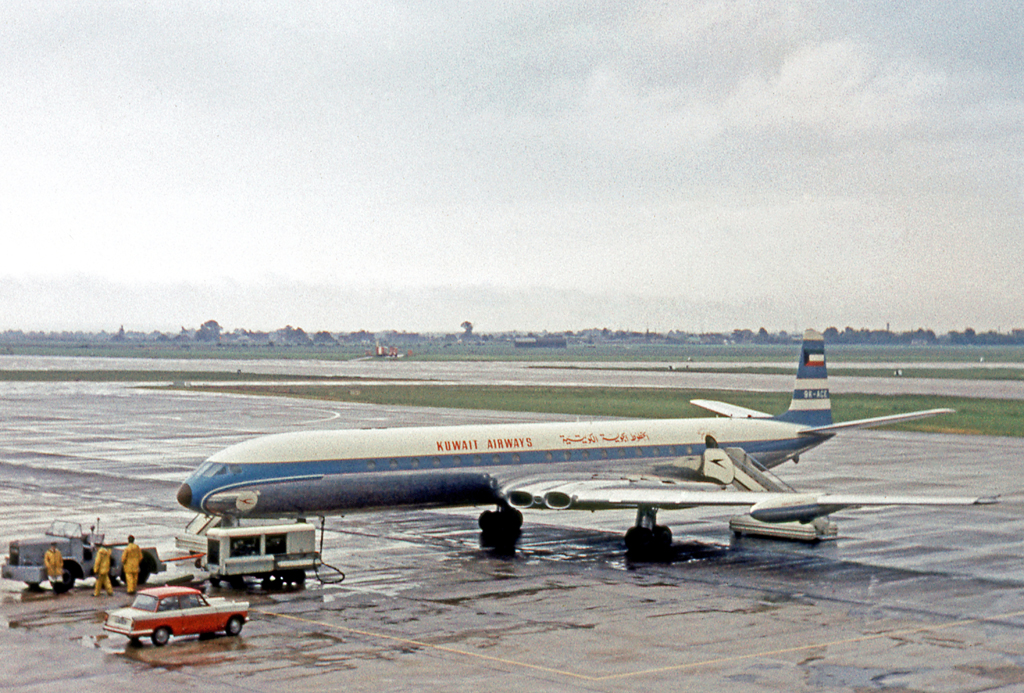
Kuwait Airways De Havilland DH.106 Comet 4C på London Heathrow Airport, 1964

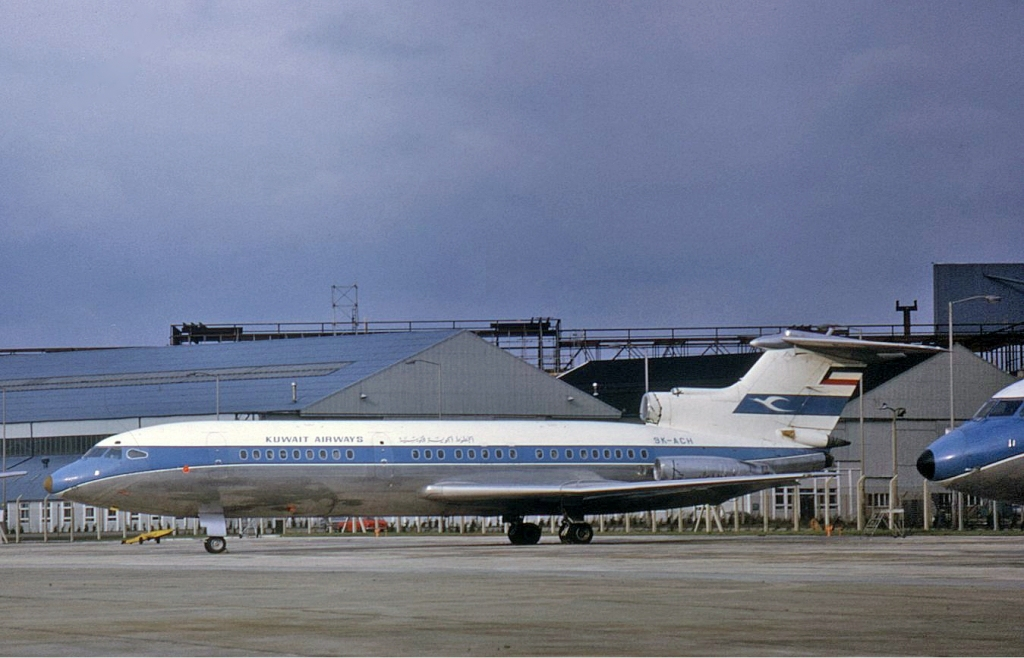
En Kuwait Airways Trident på London Heathrow, 1974

Den 8 augusti 1962:210 blev  Kuwait Airways den första utländska kunden att beställa Tridentplan när två flygplan av denna typ förvärvades, och en option på ett tredje togs. Flygbolaget tog emot det första egna Cometplanet i januari 1963,  men verksamheten med Cometplan hade startat i juli föregående år med ett inhyrt flygplan från MEA.:225 I augusti 1963 beställdes en andra Comet. Leveransen av denna andra flygplan etablerade ett inofficiellt rekord i början av 1964, när det flög mellan London och Kuwait, en sträcka på 4 648 km, i 742 kilometer per timme i genomsnitt. Den 1 juni 1963 ökade regeringen sitt ägande i flygbolaget till 100 procent. I mars 1964 lade flygbolaget till sin första europeiska destination till ruttnätverket när flyg till London startades med Cometplan. Nu började trafiken mellan London och några punkter i Mellanöstern, såsomAbadan, Bahrain, Beirut, Zahran, Doha och Kuwait, drivas i ett poolavtal mellan transportören och BOAC och MEA. En månad senare övertog flygbolaget Trans Arabia Airways.:855

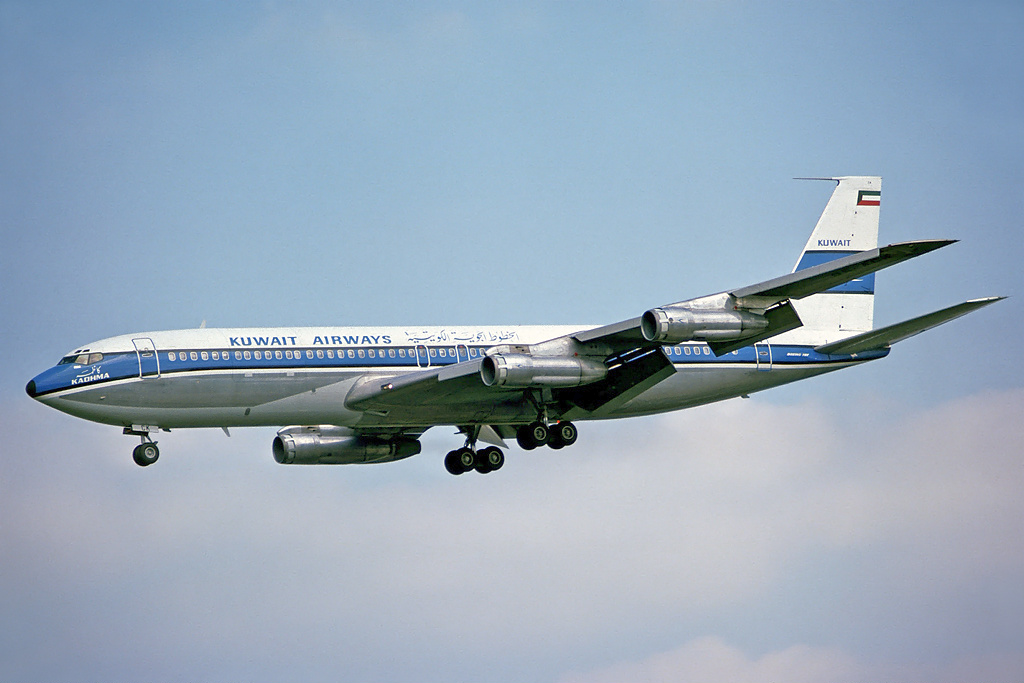
En Kuwait Airways Boeing 707-320C under inflygning till London Heathrow Airport, 1978.

I april 1965 hade linjenätet utökats till att omfatta Abadan, Bagdad, Bahrain, Beirut, Bombay, Kairo, Damaskus, Doha, Frankfurt, Genève, Jerusalem, Karachi, London, Paris och Teheran. Vid denna tidpunkt bestod flottan av två Comet 4C, tre DC-6B, två Twin Pioneers och tre Viscount 700 och transportören hade två Trident 1E och tre One-Elevens i väntan på leverans. Den första Trident överlämnades av flygplanstillverkaren i mars 1966, och den andra följde i maj samma år. Under tiden beställdes ett tredje flygplan av denna typ. Å andra sidan levererades One-Elevens inte i januari 1966 då det inte var möjligt att samtidigt introducera båda typerna av flygplan på grund av en skärpt budget, och sköt upp leveransen av dem.:812 Tre Boeing 707-320C beställdes i november 1967. Flygbolaget gjorde sin första vinst någonsin 1968, med en nettoinkomst på 910 000 GBP.
Under 1972, Kuwait Airways femte vinstår i rad, hade flygbolaget en nettovinst på 2,9 miljoner GBP. I maj 1973 hade flottan reducerats till fem Boeing 707-320C flygplan. Det året öppnades flyg till Colombo. I mars 1975 blev Faisal Saud Al-Fulaij, som hade 1 800 anställda, bolagets ordförande. I en affär värd 14 miljoner USD köptes samma år ytterligare två Boeing 707-320C av Pan American, där den första kom in i flottan i maj. Flygbolaget beställde dess första Boeing 737 samma år, beräknad för leverans i februari 1976. Kuwait Airways blev 1979 Boeing 727:s 96:e köpare i världen, när de beställde tre av dessa flygplan för leverans i slutet av 1980 och början av 1981.

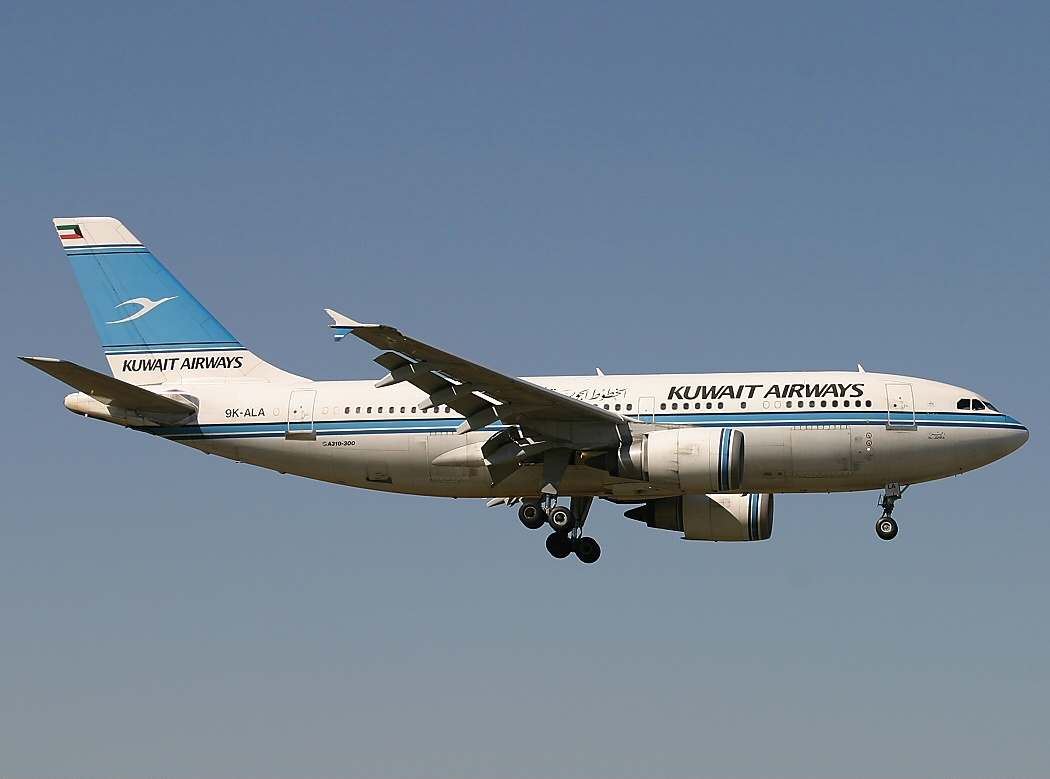
En Kuwait Airways Airbus A310-300 på inflygning till Prague Ruzyne Airport, 2004

I juli 1980 blev Ghassan Al-Nissef ordförande, antalet anställda hade vuxit till 5 400 och flygplansflottan omfattade åtta Boeing 707-320C, en Boeing 737-200, tre Boeing 747-200B och en JetStar, medan tre Boeing 727-200 väntade på leverans. I mitten av 1980 beställdes sex Airbus A310-200 för att ersätta Boeing 707 på linjer till Asien, Europa och Mellanöstern, med leveranser som började 1983 och ytterligare fem A310-flygplan lades till i beställningen sent samma år.
Efter att Indiens flygmarknad avreglerades 1992, deltog Kuwait Airways och Gulf Air i bildandet av Jet Airways, vardera med 20 procent av aktierna, med en total investering uppskattad till 8 miljoner USD. Efter att en lag antagits om förbud för utländska flygbolag att investera i inhemska indiska operatörer, tvingades båda flygbolagen att avyttra sitt aktieinnehav i det indiska företaget. Kuwait Airways 20 procent av aktierna i Jet Airways såldes till styrelseordförande Naresh Goyal för 4 miljoner USD.

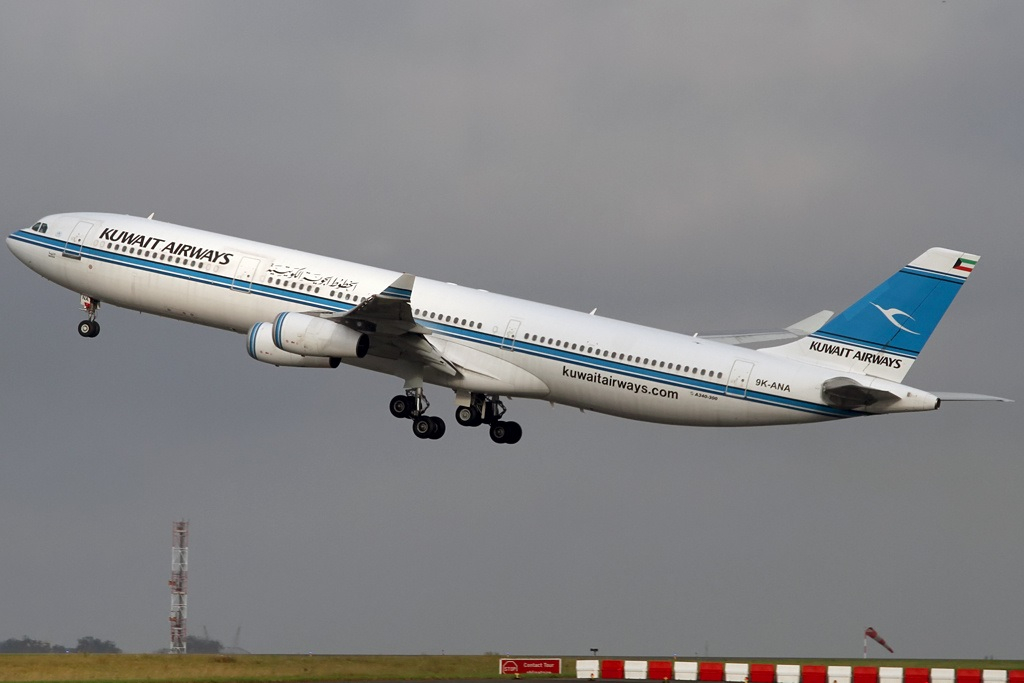
En Kuwait Airways Airbus A340-300 atRTr från Charles de Gaulle Airport 2014.

I juli 1996 modifierade flygbolaget en tidigare order som inkluderade Boeing 747-flygplan, och lade en order värd 280 miljoner USD för två Boeing 777-200, med option på ytterligare ett flygplan av typen. Operationen gjorde Kuwait Airways till den 22:a kunden av denna typ över hela världen. Flygplanstillverkaren överlämnade den första Boeing 777-200 i början av 1998. I december 1998 undertecknades ett koddelningsavtal med Trans World Airlines för start våren 1999.
Flygningar till Irak återupptogs i november 2013. Kuwait Airways hade avbrutit sina tjänster till landet 1990 efter invasionen av Kuwait. Efter ett 17-årigt uppehåll återupptog flygbolaget flyget till München i juli 2015. I juli 2015 återupptog efter tre år flygbolaget flygningar till Istanbul-Atatürk. och Bangalore lades till i operatörens nätverk i oktober 2015.

## Flotta

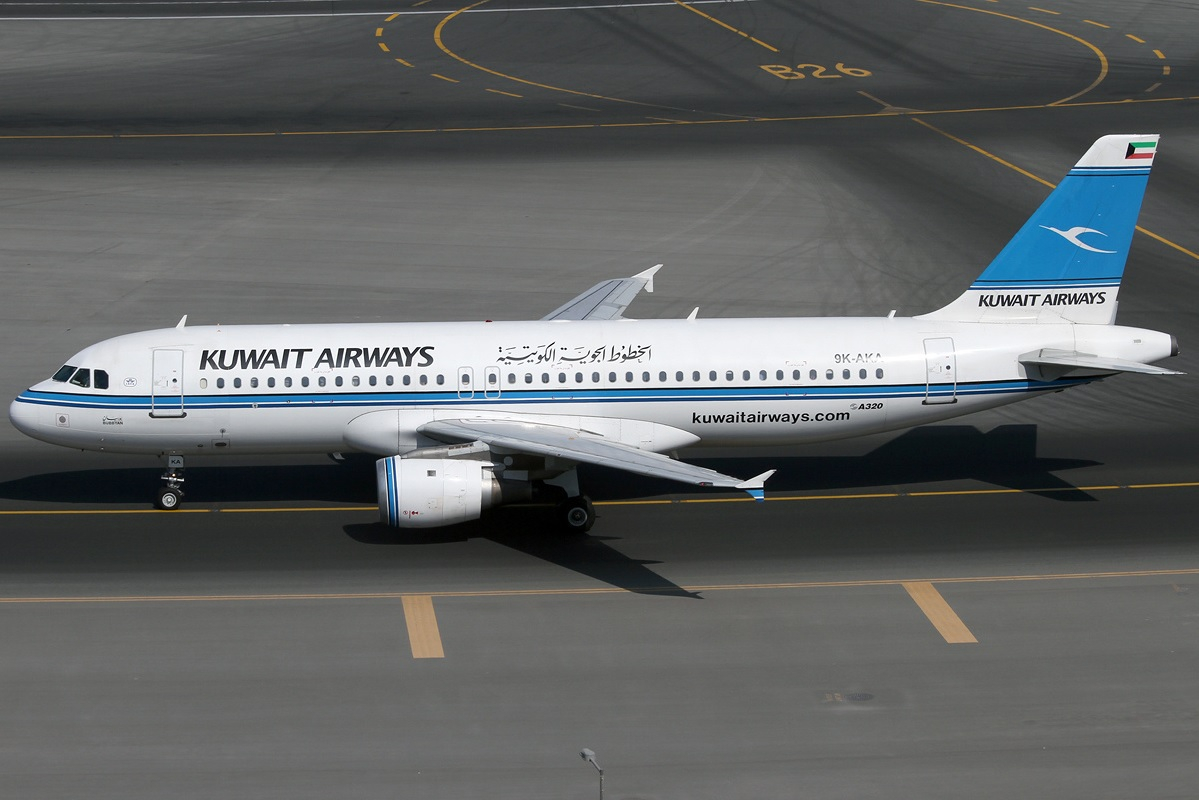
En Kuwait Airways Airbus A320-200 på Dubai International Airport, 2014

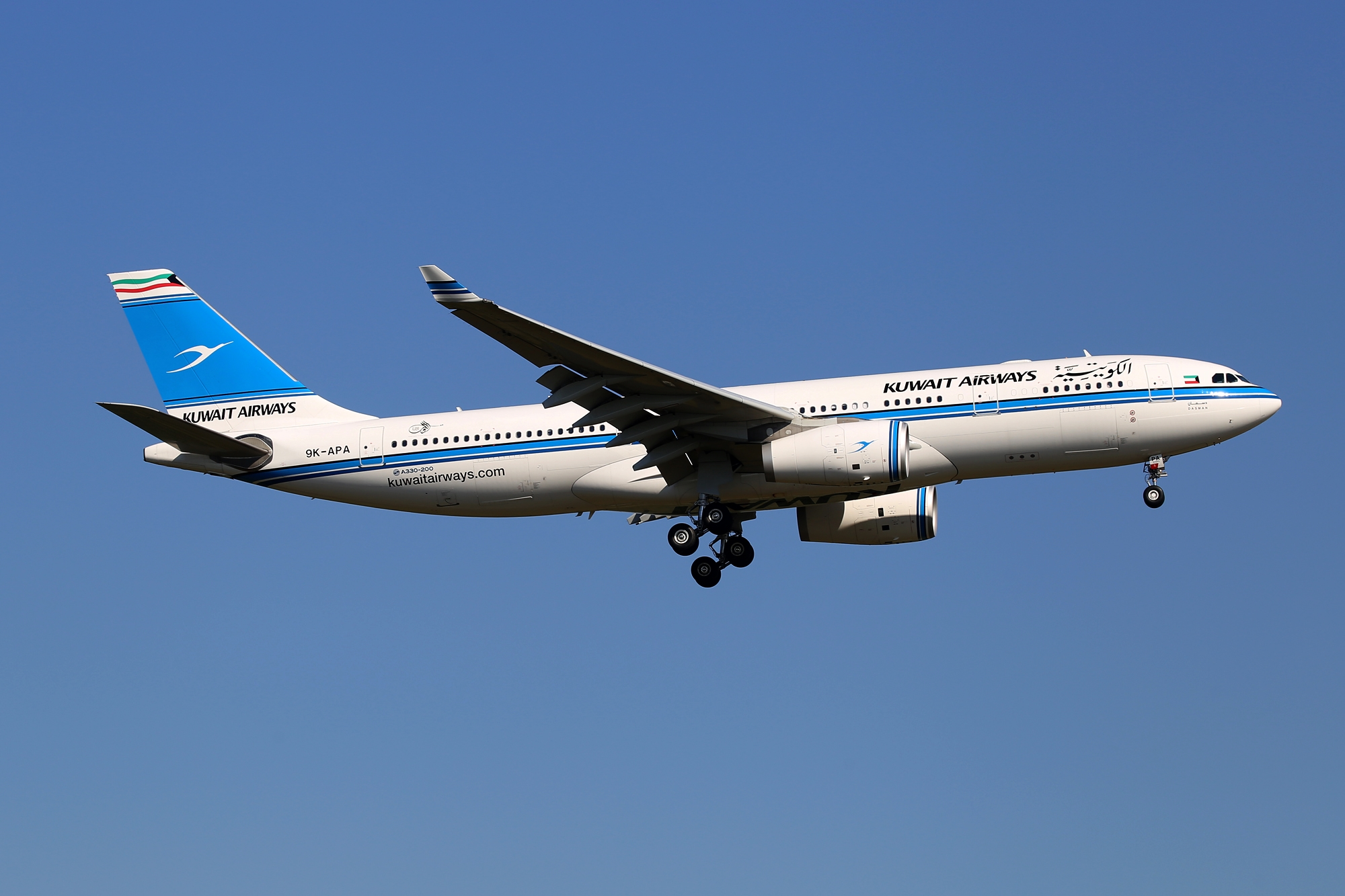
En Kuwait Airways Airbus A330-200 under landning på Frankfurt Airport, 2016

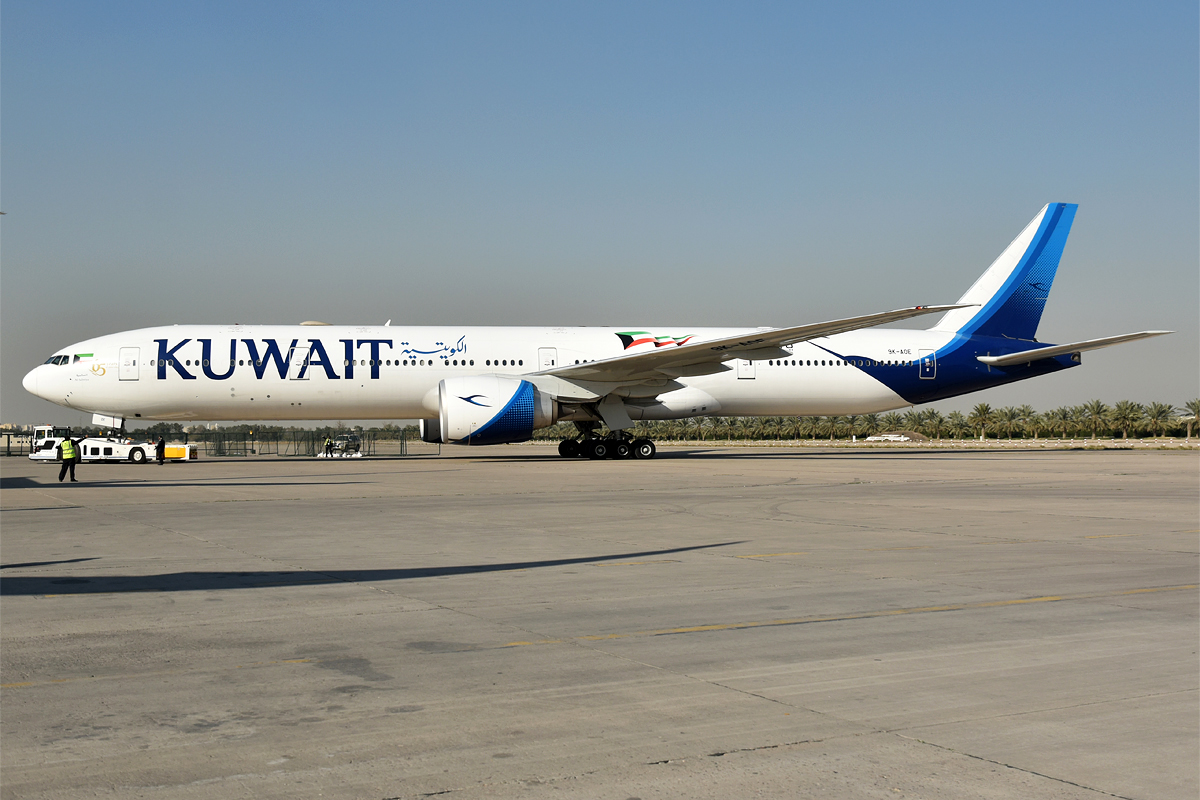
En Kuwait Airways Boeing 777 parkerad på Kuwait International Airport, 2020

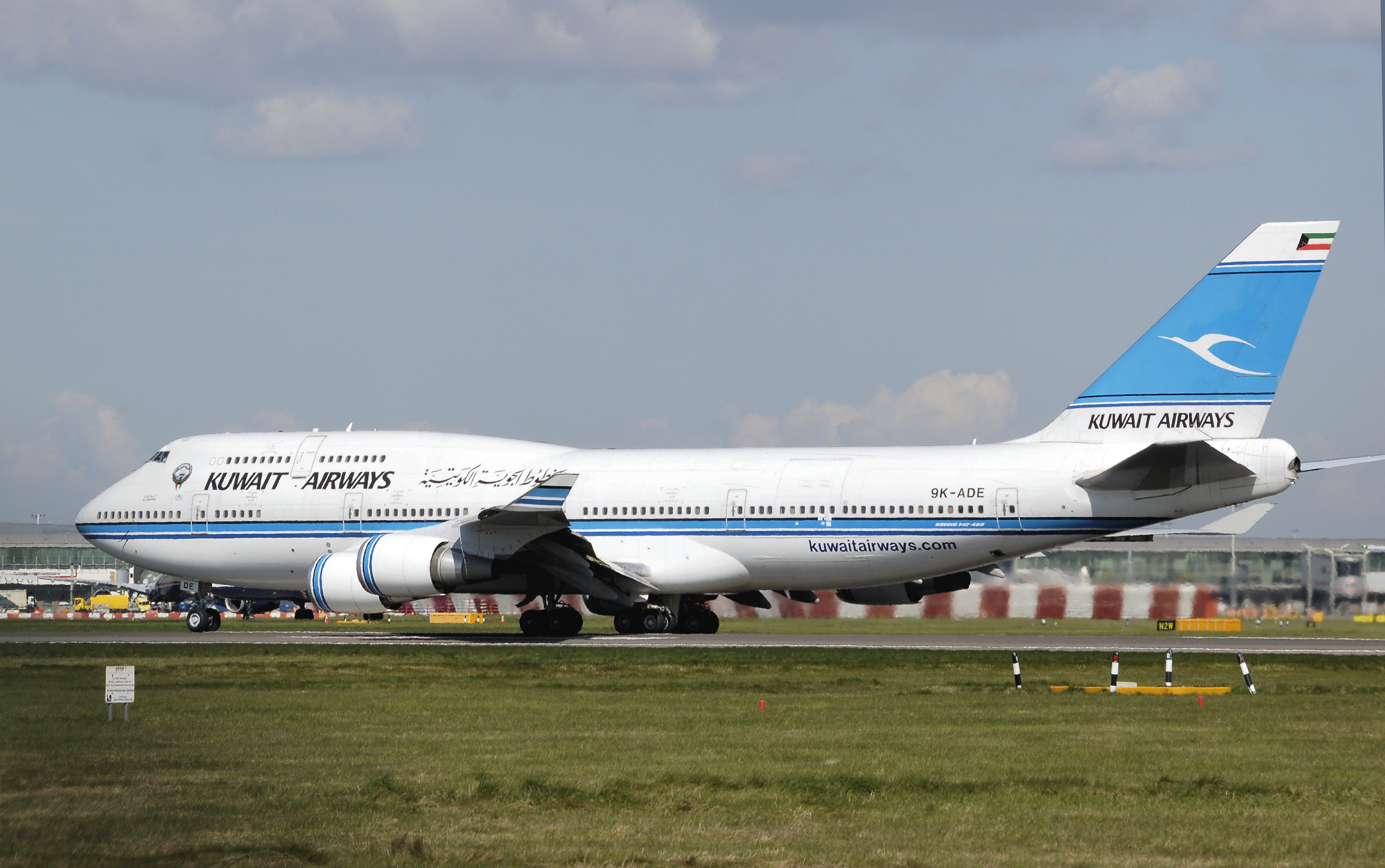
Med Kuwait Airways-livry, en Boeing 747-400 som fungerade som privatflygplan för Kuwaits emir ibland använd på schemalagda tjänster.

År 2023 omfattade Kuwait Airways flotta följande flygplan:
| Plantyp          | Antal I drift | Beställda | Passengers | Passengers | Passengers | Passengers | Noter         |
| Plantyp          | Antal I drift | Beställda | F          | C          | Y          | Total      | Noter         |
| ---------------- | ------------- | --------- | ---------- | ---------- | ---------- | ---------- | ------------- |
| Airbus A320-200  | 8             | —         | —          | 20         | 110        | 130        |               |
| Airbus A320neo   | 7             | 1         | —          | 12         | 122        | 134        | [ 52 ]        |
| Airbus A321neo   | —             | 6         | TBA        | TBA        | TBA        | 169        | [ 52 ] [ 53 ] |
| Airbus A321LR    | —             | 3         | TBA        | TBA        | TBA        | 169        | [ 52 ] [ 53 ] |
| Airbus A330-200  | 3             | —         | 17         | 30         | 165        | 212        |               |
| Airbus A330-800  | 4             | —         | —          | 32         | 203        | 235        |               |
| Airbus A330-900  | —             | 7         | TBA        | TBA        | TBA        | 291        | [ 52 ] [ 53 ] |
| Airbus A350-900  | —             | 2         | TBA        | TBA        | TBA        | 326        | [ 52 ] [ 53 ] |
| Boeing 777-300ER | 10            | —         | 8          | 26         | 290        | 324        |               |
| Total            | 32            | 19        |            |            |            |            |               |

Kuwait Airways driver flygplan för officiell statlig verksamhet. Flottan har en Kuwait Airways-inspirerad färg med State of Kuwait-titlar och består av en Airbus A300-600, en A310-300, en A319, en A320, två A340-500 och en Boeing 747-8BBJ.

## Historisk flotta
Kuwait Airways har tidigare flugit bland andra
- Airbus A300B4
- Airbus A300-600R
- Airbus A310-200
- Airbus A310-300
- Airbus A340-300
- Boeing 707
- Boeing 727
- Boeing 747
- Boeing 767
- De Havilland Comet 4
- Douglas DC-3/C-47
- Douglas DC-6
- Handley Page Hermes (inhyrd av Britavia år 1956)[59]
- Hawker Siddeley Trident
- Scottish Aviation Twin Pioneer
- Vickers Viscount

## Destinationer
Kuwait Airways är baserat på Kuwait International Airport; flygbolaget flyger 65 rutter som trafikerar 63 destinationer, från och med augusti 2023.
- List of Kuwait Airways destinations